# 나베타 아쓰시
나베타 아쓰시(일본어: 鍋田 純志, 2000년 1월 2일~)는 일본의 축구 선수이다.

## 구단 경력
그는 2023년 J3리그의 카탈레 도야마에 입단했다. 2024년 J3리그 3위를 기록하여 J2리그로 승격했다.